# Mistrzostwa Czech w Skokach Narciarskich 2019
Mistrzostwa Czech w Skokach Narciarskich 2019 – zawody o mistrzostwo Czech na igelicie rozegrane zostały w dniach 30 czerwca oraz 4 września 2019 roku na kompleksach skoczni Areal Horečky w Frenštácie pod Radhoštěm oraz Ještěd w Libercu
Mistrzostwo w kategorii mężczyzn wywalczył Viktor Polášek z przewagą ośmiu punktów nad drugim Vojtěchem Štursą. Trzecie miejsce w zawodach zajął broniący tytułu z poprzedniego sezonu Roman Koudelka, któremu do zwycięstwa zabrakło ponad trzynaście punktów. W konkursie wystartowało dwudziestu czterech skoczków, w tym reprezentant Polski Wiktor Pękala, który rywalizację skończył na trzynastym miejscu.
Konkurs juniorów zwyciężył Sebastian Kellermann. Na drugim miejscu sklasyfikowany został Petr Vaverka straciwszy dziewięć punktów do zwycięzcy. Skład podium uzupełnił Petr Šablatura. Na starcie zawodów stanęło piętnastu zawodników.
Konkurs indywidualny na skoczni dużej w Libercu wygrał Roman Koudelka przed Filipem Sakalą i Cestmirem Koziskiem. W zawodach rywalizowało 29 skoczków, w tym 10 Polaków. Najlepszy z nich Stanisław Ciszek był 11. Konkurs juniorski wygrał Benedikt Holub przed Stanisławem Ciszkiem i Sebastianem Kellermannem.

## Wyniki

### Mężczyźni

#### Konkurs indywidualny – 30 czerwca 2019 – HS106
| Msc. | Zawodnik             | Klub           | I seria | II seria | Punkty |
| ---- | -------------------- | -------------- | ------- | -------- | ------ |
| 1.   | Viktor Polášek       | SK Nové Město  | 103,5 m | 107,0 m  | 276,5  |
| 2.   | Vojtěch Štursa       | Dukla Liberec  | 102,5 m | 105,0 m  | 268,5  |
| 3.   | Roman Koudelka       | LSK Lomnice    | 105,5 m | 99,0 m   | 263,0  |
| 4.   | František Holík      | LSK Lomnice    | 86,5 m  | 92,0 m   | 204,5  |
| 5.   | Filip Sakala         | Dukla Frenštát | 86,0 m  | 93,0 m   | 203,5  |
| 6.   | Sebastian Kellermann | Dukla Frenštát | 96,5 m  | 88,0 m   | 193,3  |
| 7.   | Petr Vaverka         | Dukla Frenštát | 102,0 m | 78,0 m   | 184,3  |
| 8.   | Petr Šablatura       | Dukla Liberec  | 94,5 m  | 84,0 m   | 181,8  |
| 9.   | Tomáš Vančura        | Dukla Liberec  | 91,0 m  | 75,5 m   | 171,0  |
| 10.  | Damián Lasota        | TJ TŽ Třinec   | 77,0 m  | 85,5 m   | 170,0  |
| ...  |                      |                |         |          |        |

Konkurs indywidualny – 14 września 2019 – HS134
| Msc. | Zawodnik        | Klub           | I seria | II seria | Punkty |
| ---- | --------------- | -------------- | ------- | -------- | ------ |
| 1.   | Roman Koudelka  | LSK Lomnice    | 135,0 m | 130,0 m  | 334,7  |
| 2.   | Filip Sakala    | Dukla Frenštát | 135,0 m | 132,0 m  | 333,3  |
| 3.   | Čestmír Kožíšek | LSK Lomnice    | 132,0 m | 120,5 m  | 308,2  |
| 4.   | Vojtěch Štursa  | Dukla Liberec  | 118,5 m | 121,0 m  | 285,2  |
| 5.   | Viktor Polášek  | SK Nové Město  | 124,0 m | 110,0 m  | 267,9  |
| 6.   | Dusan Dolezel   | Dukla Frenštát | 109,0 m | 97,5 m   | 215,9  |
| 7.   | Ondřej Pažout   | Dukla Liberec  | 111,0 m | 94,5 m   | 213,1  |
| 8.   | Jan Vytrval     | Dukla Liberec  | 99,5 m  | 100,5 m  | 199,2  |
| 9.   | Damián Lasota   | TJ TŽ Třinec   | 99,5 m  | 95,5 m   | 192,2  |
| 10.  | Benedikt Holub  | Dukla Frenštát | 116,0 m | 109,0 m  | 189,0  |
| ...  |                 |                |         |          |        |